# El-Sayed Nosseir
El-Sayed Mohamed Nosseir (in arabo السيد محمد نصير‎?; Tanta, 31 agosto 1905 – 11 ottobre 1977) è stato un sollevatore egiziano.
È stato il primo egiziano a vincere una medaglia d'oro alle Olimpiadi ad Amsterdam nel 1928 nei pesi massimi-leggeri, nonché l'oro agli europei di Monaco di Baviera del 1930 nei pesi massimi.